# 何柱成
何柱成（1911年—1974年），中国人民解放军将领、中国人民解放军开国少将。
曾任中国人民解放军济南军区政治部副主任。1955年，授予中国人民解放军少将。